# Ferula parva
Ferula parva är en flockblommig växtart som beskrevs av Josef Franz Freyn och Joseph Friedrich Nicolaus Bornmüller. Ferula parva ingår i släktet stinkflokesläktet, och familjen flockblommiga växter. Inga underarter finns listade i Catalogue of Life.